# Христо Тодоров (революционер)
Вижте пояснителната страница за други личности с името Христо Тодоров.
Христо Тодоров е български революционер, малкотърновски войвода на Вътрешната македоно-одринска революционна организация.

## Биография
Христо Тодоров е роден в малкотърновското село Гьоктепе, тогава в Османската империя, днес Звездец, България. Присъединява се към ВМОРО и през Илинденско-Преображенското въстание действа като войвода на смъртната дружина от родното си село. С четата си напада турския пограничен пост Босна срещу казармата в Гьоктепе.